# Églantine (A771)
Pour les articles homonymes, voir Églantine.
L’Églantine (A771) est un bâtiment d'instruction de navigation (BIN) et un bâtiment-école de la Marine nationale.

## Histoire
L'Églantine est le deuxième bâtiment de la classe Glycine, dont le premier est la Glycine. Ils possèdent la coque et la silhouette de chalutier à pêche arrière caractéristique du chantier naval boulonnais Socarenam.
Trois autres bâtiments, de silhouettes très proches, sont des bâtiments remorqueur de sonar (BSR) : Antarès, Altaïr et Aldébaran. Ils sont intégrés à la Force d'action navale.

## Service
Les deux bâtiments sont intégrés à la Force d'action navale.
Leur mission principale est l'instruction à la navigation pour les élèves de l'École navale.
Leur mission secondaire est tournée vers le service public : la surveillance des zones de pêche et l'assistance aux missions des bâtiments hydrographiques.
La durée de vie prévue est de 25 ans.

## Caractéristiques techniques

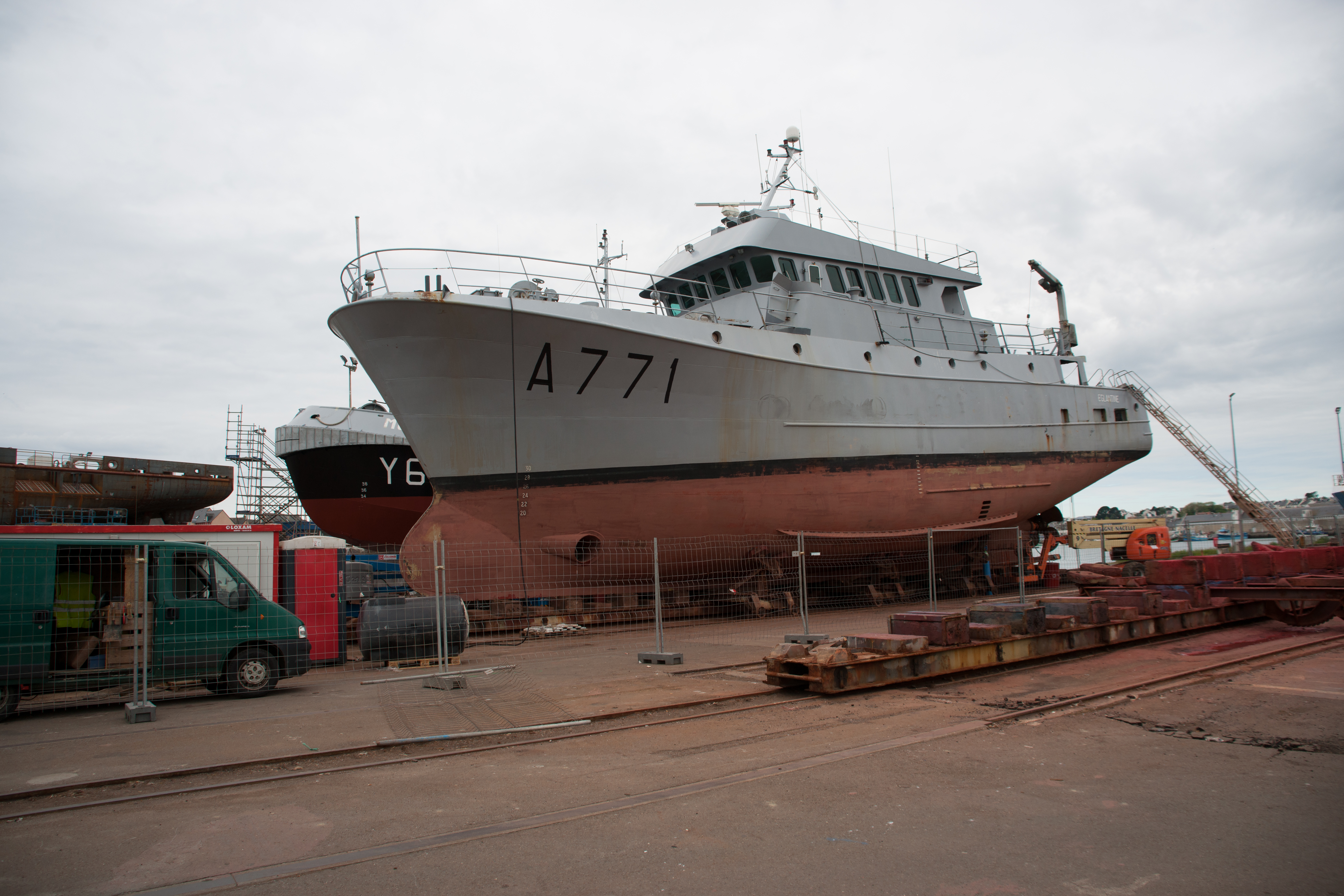
L'Églantine en travaux à Concarneau.

### Équipement électronique
- 1 radar de navigation Furuno
- 1 pilote automatique

### Drome
- 1 embarcation pneumatique de 6 places (moteur 20 cv)

## Source
- Prézelin 2012 : Bernard Prézelin, Flottes de combat 2012, combats fleets of the world, Éditions maritimes & et d'outre-mer, Édilarge S.A.,  (ISBN 978-2-7373-5021-4), p. 61, type Glycine.